# Stephen Blackmore
Stephen John Blackmore (n. 30 de julio de 1952) es un botánico inglés , conservador real del Royal Botanic Garden Edinburgh desde 1999. Previamente había sido curador de botánica en el Museo de Historia Natural de Londres entre 1990 a 1999.

## Algunas publicaciones

### Libros
- samuel Bridgewater, stephen Blackmore. 2012. A Natural History of Belize: Inside the Maya Forest. Corrie Herring Hooks Series 52. Edición ilustrada de Univ. of Texas Press, 390 pp. ISBN 0-292-72671-6 en línea

- stephen Blackmore. 2009. Gardening the Earth: Gateways to a Sustainable Future. Edición ilustrada de Royal Botanic Gardens Edinburgh, 140 pp. ISBN 1-906129-19-3

- ------------------------------. 1992. Wild Flowers. Illustrated Guides Series. Ilustró Wendy Bramall. Editor Blitz, 197 pp. ISBN 1-85605-024-6

- ------------------------------. 1989. A Glossary of Palynological Terms: First Draft, for Discussion Purposes Only. Editor Rijksuniversiteit, 105 pp.

- ------------------------------. 1987. Illustrated Guide to Wild Flowers. Editor Galley Press, 197 pp. ISBN 0-86136-636-0

- ------------------------------, ian keith Ferguson. 1986. Pollen and spores: form and function. Edición ilustrada de Academic Press, 443 pp. ISBN 0-12-103460-7

- ------------------------------, elizabeth Tootill. 1984. The Penguin Dictionary of Botany. Edición ilustrada, reimpresa de Penguin Books, 390 pp. ISBN 0-14-051126-1

## Honores
- 1992, fue galardonado con la medalla linneana del bicentenario.

- Honores del Año Nuevo 2011: orden del Imperio Británico CBE por "servicios a la conservación de plantas".[1]
- La abreviatura «S.Blackmore» se emplea para indicar a Stephen Blackmore como autoridad en la descripción y clasificación científica de los vegetales.[2]